# Муншајн (Луизијана)
Муншајн (енгл. Moonshine) насељено је место без административног статуса у америчкој савезној држави Луизијана.

## Демографија
По попису из 2010. године број становника је 194.
| Група             | 2000.    | 2010.       |
| Белци             | 0 (0,0%) | 15 (7,7%)   |
| Афроамериканци    | 0 (0,0%) | 165 (85,1%) |
| Азијати           | 0 (0,0%) | 0 (0,0%)    |
| Хиспаноамериканци | 0 (0,0%) | 13 (6,7%)   |
| Укупно            | 0        | 194         |